# 野田順弘
野田 順弘（のだ まさひろ、1938年8月24日 - ）は日本の実業家、馬主。
オービック代表取締役会長。2022年のフォーブス長者番付で世界851位、日本10位。保有資産額は2022年4月時点で、35億米ドル（約4,520億円)。妻は、オービック取締役相談役の野田みづき。

## 経歴・人物
1938年（昭和13年）、奈良県宇陀郡室生村（現・宇陀市）生まれ。1957年に奈良県立榛原高等学校（現・奈良県立榛生昇陽高等学校）を卒業後、近畿日本鉄道百貨店部（近鉄百貨店）、次いで東京オフィスマシンに勤める。この間、1961年に関西大学経済学部を卒業。1968年、妻とともに大阪ビジネスカンパニー（のちのオービック）を設立。

### 資産
アメリカの経済誌フォーブスの世界長者番付に名を連ね、2022年（令和4年）の世界長者番付では、資産総額が約4,520億円で世界851位、日本10位とされた。また、2019年5月に第45代アメリカ合衆国大統領ドナルド・トランプが日米首脳会談のために来日の際、安倍晋三首相と共にゴルフを行った茂原カントリー倶楽部を保有している。

## 馬主活動

ダノックスの勝負服

日本中央競馬会の馬主でもある。2002年より個人名義の競走馬の所有権を、自身の資産管理会社である株式会社ダノックスへ移して以降、2022年現在も会社名義で所有している。勝負服の柄は白、赤一本輪、赤袖白一本輪。冠名には姓「野田」を逆にしたことを由来として「ダノン」を用いる。
2005年にセレクトセールで当歳馬（0歳馬）を2億1000万円で落札（競走馬名・ダノンマスターズ）するなど、高額馬を多数購買している。
2006年以降、オリビエ・ペリエ騎手が中央競馬で短期騎手免許を取得した際に身元引受馬主となっていた。
また、妻のみづきも「ミッキー」の冠名で競走馬を所有する馬主として知られる。

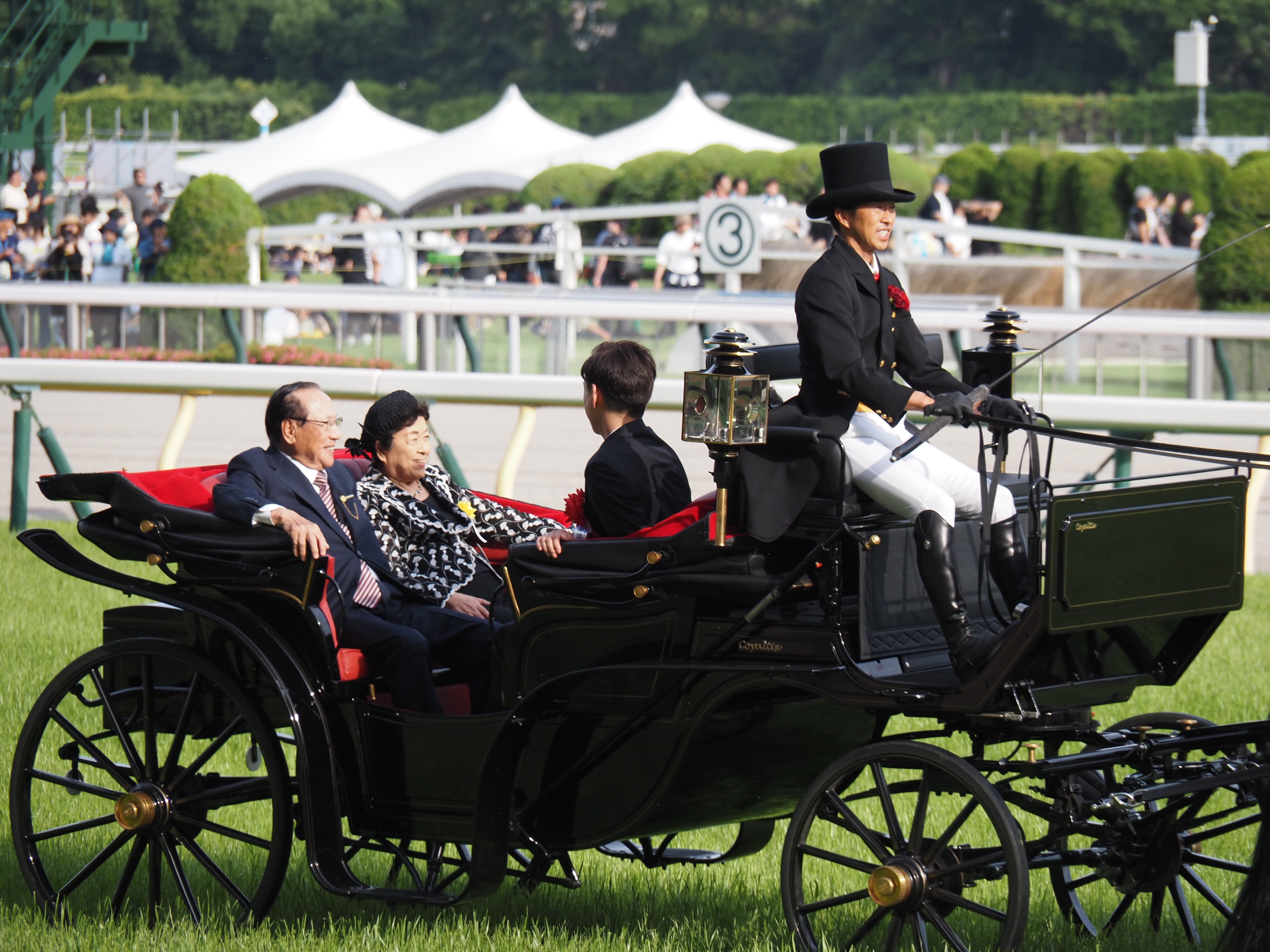
第91回東京優駿をダノンデサイルで制し、みづきと共にパレードに参加する野田

## 主な所有馬

### GI級競走優勝馬
- ダノンシャンティ（2010年NHKマイルカップ[21]、毎日杯）
- ダノンシャーク（2013年京都金杯、富士ステークス、2014年マイルチャンピオンシップ）
- ダノンレジェンド（2014年カペラステークス、2015年黒船賞[22]、東京スプリント[23]、クラスターカップ、東京盃、2016年JBCスプリント、黒船賞、北海道スプリントカップ、クラスターカップ）
- ダノンプラチナ（2014年朝日杯フューチュリティステークス）
- ダノンプレミアム （2017年朝日杯フューチュリティステークス、サウジアラビアロイヤルカップ、2018年弥生賞、2019年金鯱賞、マイラーズカップ）[24]
- ダノンファンタジー（2018年阪神ジュベナイルフィリーズ、ファンタジーステークス、2019年チューリップ賞、ローズステークス、2020年阪神カップ、2021年スワンステークス）
- ダノンスマッシュ（2018年京阪杯、2019年シルクロードステークス、キーンランドカップ、2020年香港スプリント、オーシャンステークス、京王杯スプリングカップ、セントウルステークス、2021年高松宮記念）
- ダノンキングリー（2019年共同通信杯、毎日王冠、2020年中山記念、2021年安田記念）
- ダノンファラオ（2020年ジャパンダートダービー、浦和記念、2021年ダイオライト記念）
- ダノンザキッド（2020年ホープフルステークス、東京スポーツ杯2歳ステークス）
- ダノンスコーピオン（2022年NHKマイルカップ、アーリントンカップ）
- ダノンデサイル（2024年京成杯、東京優駿、2025年アメリカジョッキークラブカップ、ドバイシーマクラシック）[25]

### 重賞競走優勝馬
- ダノンゴーゴー[21]（2008年ファルコンステークス）
- ダノンヨーヨー[8]（2010年富士ステークス）
- ダノンバラード（2010年ラジオNIKKEI杯2歳ステークス、2013年アメリカジョッキークラブカップ）
- ナイスミーチュー（2012年シリウスステークス、2014年マーキュリーカップ）
- ダノンカモン（2014年名古屋大賞典）
- ダノンチェイサー（2019年きさらぎ賞）
- ダノンベルーガ（2022年共同通信杯）
- ダノンマッキンリー（2024年ファルコンステークス、スワンステークス）

### その他の所有馬
- ダノンベルベール（2008年阪神ジュベナイルフィリーズ2着[21]）
- ダノンシェル（日本ではめずらしいロシア産馬として勝利を挙げる[26]）
- ダノンモンブラン(三冠牝馬リバティアイランドの半弟)
- ダノンブランニュー(名牝スターズオンアースの半弟)
- ダノンエアズロック

## 主な表彰馬
- 最優秀2歳牡馬

ダノンプラチナ（2014年）、ダノンプレミアム（2017年）、ダノンザキッド（2020年）
- 最優秀2歳牝馬

ダノンファンタジー（2018年）
- 最優秀3歳牡馬

ダノンデサイル（2024年）

## 著書
- 転がる石は玉になる - 私の履歴書（日本経済新聞出版社、2011年。ISBN 978-4532316839）[8]